# Rosl Schmid
Rosl Schmid, auch Rosel Schmid (* 25. April 1911 in München; † 20. (unklar: 19. lt. DB) November 1978 in München) war eine deutsche Pianistin und Professorin an der Musikhochschule München.

## Ausbildung und Berufsweg
Rosl Schmid erhielt mit vier Jahren und bis 1926 Klavierunterricht bei Stefanie Hudnik. Nach dem Besuch des Lyzeums wurde sie 1927 Studentin an der Staatlichen Akademie der Tonkunst München bei Walther Lampe (1872–1964) (Klavier) und bei Joseph Haas (Komposition).
Als 16-Jährige übernahm sie den Organistendienst an der Münchner Theatinerkirche, wobei sie sich Anerkennung speziell in der musikalischen Improvisation erwarb. Ihr Abschlussexamen an der Hochschule ging einher mit dem Felix Mottl Musikpreis der Bayerischen Staatsregierung (1931). Als bereits im In- und Ausland konzertierende Pianistin studierte sie 1938 ein weiteres Jahr bei Robert Teichmüller in Leipzig, der 1939 starb.
Seit 1941 wohnte sie im durch „Arisierung“ frei gewordenen Hildebrandhaus in München, in welchem sie Privatunterricht erteilte. Mit ihr wohnte schon seit 1934 Wolfgang Ruoff im Hildebrandhaus, ebenfalls Klavier-Professor der Musikakademie. Hinzu kamen die Bildhauer Ernst Andreas Rauch, Wilhelm Nida-Rümelin und Theodor Georgii. Letzterer war der Schwiegersohn Adolf von Hildebrands, des Erbauers des Hauses.
Schmid stand 1944 in der Gottbegnadeten-Liste des Reichsministeriums für Volksaufklärung und Propaganda.
Ab 1948 unterrichtete sie an der Musikhochschule, 1954 übernahm sie als außerordentliche Professorin eine Klavier-Meisterklasse. 1957 wurde sie dort zur Ordentlichen Professorin ernannt.
Rosl Schmids pianistischer Höhepunkt fiel in die Zeit des Zweiten Weltkriegs. Nach Kriegsende zog sie sich bald aus dem Konzertleben zurück und widmete sich ihrem Schülerkreis. Bekannt von diesen wurden beispielsweise Maria João Pires, Karl-Hermann Mrongovius, Begoña Uriarte, Friedemann Berger, Michaela Pühn, Peter Sauermann, Yasuko Matsuda, Siegfried Mauser und Michael Leslie.

### Repertoire
Rosl Schmids Repertoire reichte von Johann Sebastian Bach bis Aram Chatschaturjan und Karl Höller. Ihr besonderes Interesse galt der Musik der spätromantischen Epoche. So zählt sie zu den wenigen Interpreten des Klavierkonzertes in Es-Dur von Hans Pfitzner. Besonders bekannt wurde ihre Ton-Aufnahme der Burleske d-Moll für Klavier und Orchester von Richard Strauss des Bayerischen Rundfunks mit Joseph Keilberth und den Bamberger Sinfonikern.

## Preise und Ehrungen
- 1937: Berliner Musikpreis
- 1939: Prix Concours Musical Reine Elisabeth in Brüssel (Eugène Ysaye)
- 1939: Nationaler deutscher Musikpreis
- 1965: Bayerischer Verdienstorden
- 1972: Großes Verdienstkreuz der Bundesrepublik Deutschland
- Ehrenmitglied der Hochschule für Musik und Theater München

## Aufnahmen
- Beethoven: Klavierkonzert Nr. 2 / Weber: Konzertstück f-Moll / Strauss: Burleske d-Moll. Klavier: Rosl Schmid, Dirigent: Joseph Keilberth. (CD bei melo classic, erschienen unter Historical Recordings)
- W. A. Mozart und Robert Schumann: Klaviersonaten. (CD bei melo classic)
- Robert Schumann: Klavierkonzert a-Moll mit den Bamberger Symphonikern und Joseph Keilberth (LP).